# 1chipMSX

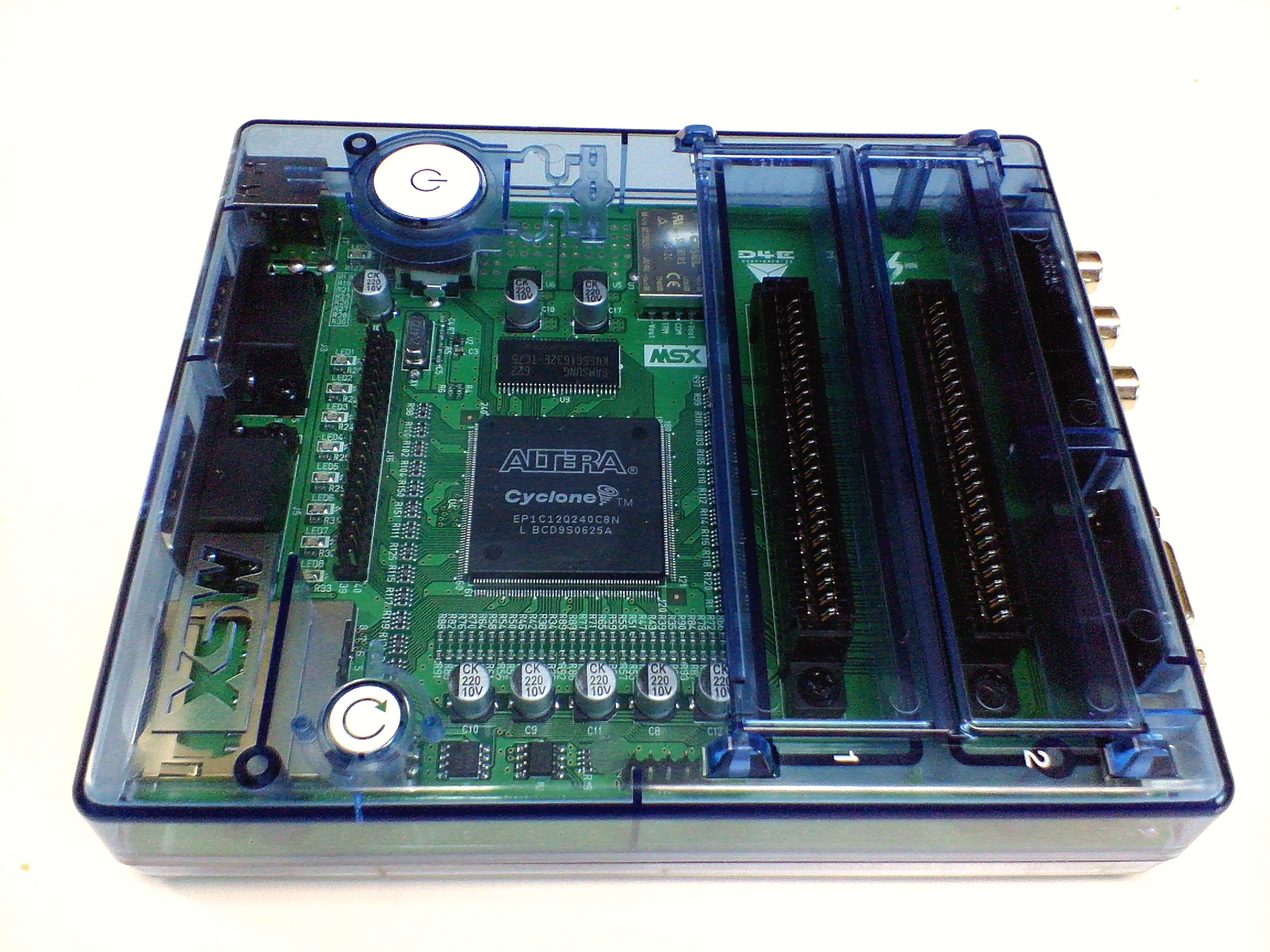
1chipMSX

Der 1chipMSX oder das ESE MSX System 3 ist ein MSX-2-System von D4 Enterprise. Es wurde 2006 in Japan auf den Markt gebracht.

## Beschreibung
Der 1chipMSX ist eine neue Implementierung des MSX-2-Standards in einen Altera Cyclone EP1C12Q240C8N FPGA Chip. Das System hat ein transparentes blaues Gehäuse sowie zwei Slots für MSX-Cartridges und zwei Joystick-Schnittstellen. Das Gerät verfügt über diverse Video-Ausgänge (S-Video, Composite Video, VGA), einen PS/2-Tastatur-Eingang sowie zwei USB-Schnittstellen und ein SD/MCC-Karten-Slot. Vorbereitet sind zwei Audio-Ausgänge für eine Stereo-Ton-Implementierung bei einer späteren Generation.
Das fehlende Diskettenlaufwerk wird durch eine Emulation von Disk-Files auf den SD/MMC-Karten kompensiert. Es ist auch möglich per SD/MMC-Karten zu booten.
Die japanische Version konnte wegen RoHS nicht in Europa verkauft werden. Eine europäische Version ist in Planung, ist bisher aber nicht auf den Markt gekommen.

## Spezifikation
- Altera Cyclone EP1C12Q240C8N FPGA Chip
- 32 MB SDRAM
- SD/MMC-Karte Slot
- 2 MSX Cartridge Slots
- 2 Audio-Ausgänge (für zukünftiges Stereo)
- S-Video-Video-Ausgang
- Composite-Video-Ausgang
- VGA-Video-Ausgang
- PS/2-Tastatur-Eingang
- 2 USB-Eingänge
- 2 MSX Joystick Ports
- FPGA I/O pin (40 pins and 10 pins)